# M88
M88（也稱為梅西耶88或NGC 4501）是一個距離太陽5,000萬至6,000萬光年的一個螺旋星系。它位於星座的后髮座，在1781年就被梅西耶發現。

## 性質

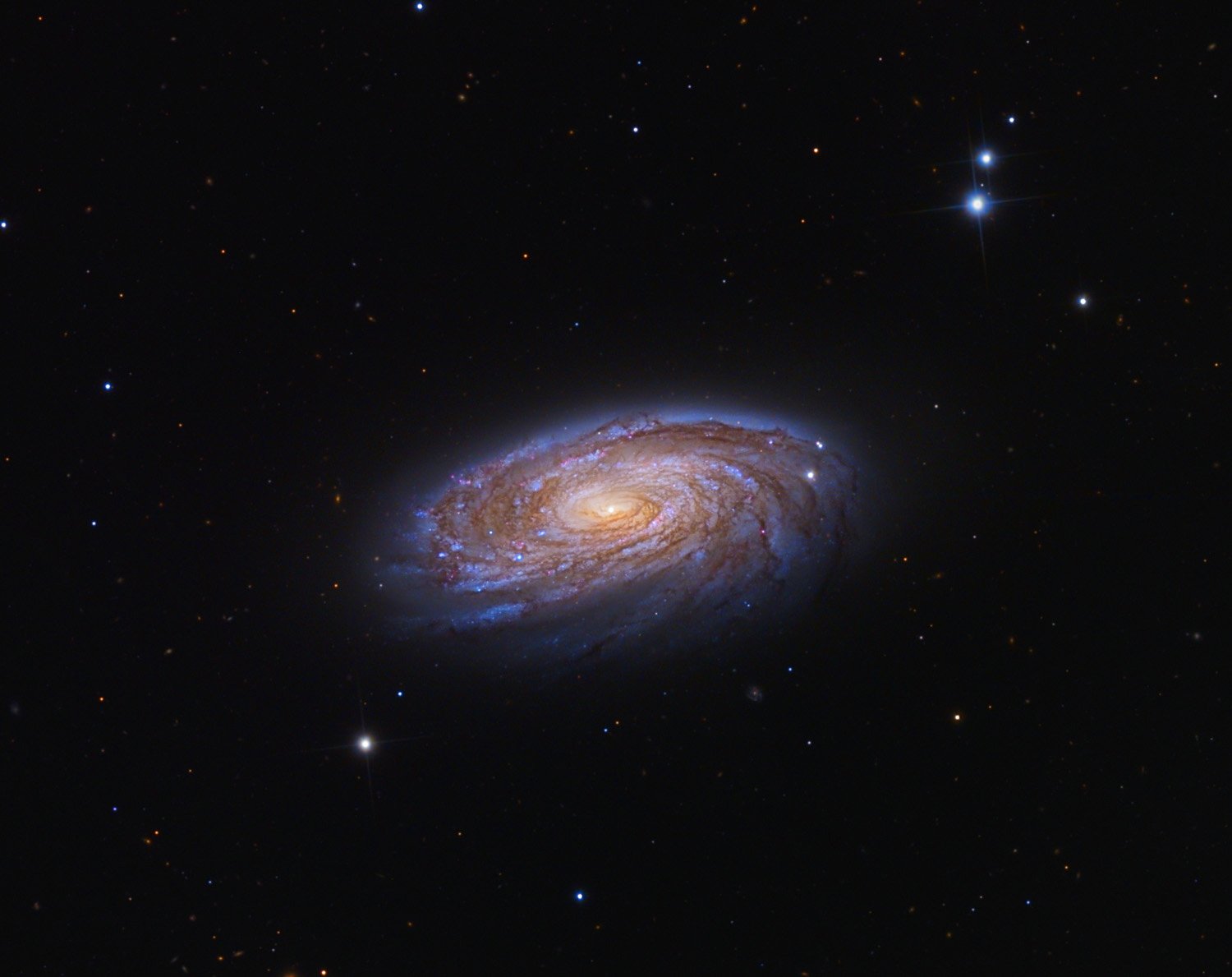
以檸檬山24英吋望遠鏡看見的M88。

M88是屬於室女座星系團的15個梅西耶天體之一。在室女座星系團的目錄中，它在2096個星系中的序號是1401號。M88可能有個高度橢圓的軌道，正將它帶往星系團的中心，佔據在中心的是巨大的橢圓星系M87。M88目前距離中心30萬至48萬秒差距，大約再過2億至3億年會最接近核心。M88穿越室女座星系團中星際物質的運動會創造出撞擊的壓力，剝離星系外圍的中性氫氣體。這種剝離現象已經在M88的西部，星系前進方向的前緣，被檢測到。

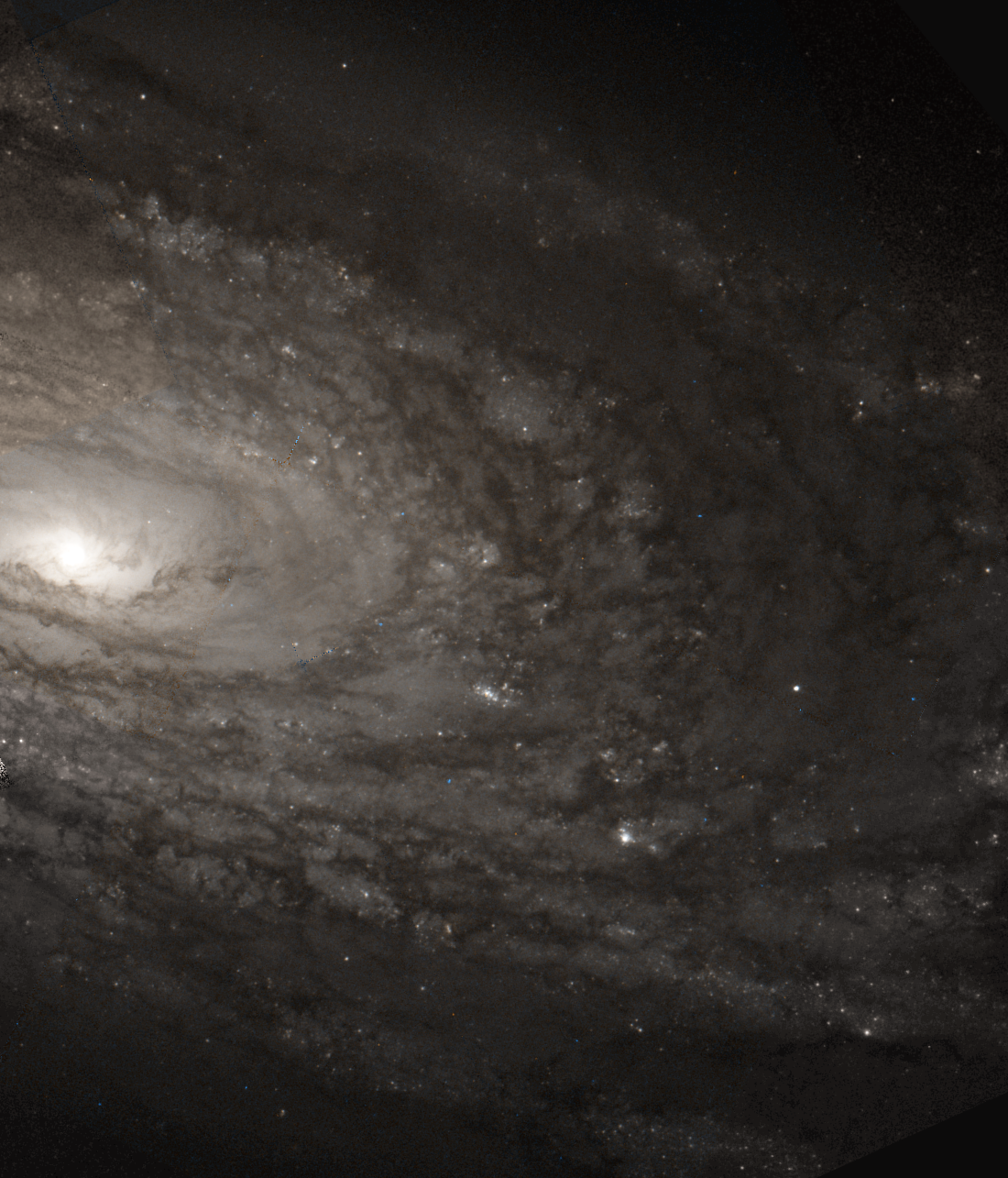
哈伯太空望遠鏡拍攝的M88。

這個星系與我們的視線方向傾斜64°。它的分類型態是Sbc，介於Sb與Sc之間，是在中度擠壓和低度擠壓中間的狀態。螺旋臂的結構很有規律，可以追尋到星系的核心。氣體旋轉的最大速度是241.6 ± 4.5 km/s。
M88也被分類為西佛星系的西佛2型，這意味著在它的核心氣體是高度電離，會發射窄頻譜線。它的核心是向中央凝聚的區域，直徑有230秒差距，有兩個凝聚的峰值，這是螺旋臂匯入核心的區域。在星系核心的超大質量黑洞質量約為107.9太陽質量，或是8,000萬倍太陽的質量。
1999年，在這個星系中發現超新星 1999cl。

## 外部連結
- Spiral Galaxy M88 @ SEDS Messier pages （页面存档备份，存于）
- WikiSky上关于M88的内容：DSS2, SDSS, GALEX, IRAS, 氢α, X射线, 天文照片, 天图, 文章和图片